# Acanthopagrus taiwanensis
Acanthopagrus taiwanensis is een  straalvinnige vissensoort uit de familie van zeebrasems (Sparidae). De wetenschappelijke naam van de soort is voor het eerst geldig gepubliceerd in 2006 door Iwatsuki & Carpenter.